# Coelostoma wui
Coelostoma wui – gatunek chrząszcza z rodziny kałużnicowatych i podrodziny Sphaeridiinae. Występuje na Dalekim Wschodzie.

## Taksonomia
Gatunek ten opisany został po raz pierwszy w 1940 roku przez Armanda d’Orchymonta. Nazwę Coelostoma wui autor ten wymienił już wcześniej, w publikacji z 1935 roku, jednak nie podał wówczas diagnozy i wystąpienie to uznawane jest za nomen nudum.
W obrębie rodzaju Coelostoma gatunek ten zaliczany jest do podrodzaju Lachnocoelostoma, który w Chinach reprezentują również C. bifidum, C. coomani, C. gentilii, C. hajeki, C. hongkongense, C. horni, C. huangi, C. jaculum, C. jaechi, C. phallicum, C. phototropicum, C. tangliangi, C. transcaspicum, C. turnai oraz C. vagum.

## Morfologia
Chrząszcz o szeroko-owalnym, wyraźnie wysklepionym ciele długości od 5,2 do 5,8 mm i szerokości od 3,2 do 3,5 mm. Głowę ma ubarwioną czarno z żółtawymi wargą górną i oboma parami głaszczków. Przedplecze jest czarniawobrązowe z szeroko, żółtawo rozjaśnionymi brzegami bocznymi. Pokrywy są jednolicie czarne. Punktowanie wierzchu głowy, przedplecza, tarczki i pokryw jest podobne, gęste, tylko na bokach pokryw występują punkty grubsze, nie układające się w szeregi. Rządek przyszwowy obecny jest w tylnej połowie pokrywy. Przedpiersie ma część środkową umiarkowanie uwypukloną, pozbawioną żeberek, formującą przednio-środkowy ząbek. Uda przedniej i środkowej pary odnóży mają spody gęsto owłosione z wyjątkiem samych ich czubków. Odwłok jest na spodzie gęsto owłosiony. Pierwszy z widocznych jego sternitów (wentryt) ma wyraźne żeberko w części nasadowej. Piąty z wentrytów ma wierzchołkową krawędź z wykrojeniem i szeregiem tęgich szczecin. Genitalia samca cechują się bardzo długim, osiągającym 1,8 mm edeagusem. Jego płat środkowy rozszerza się lekko od nasady aż po szeroko zaokrąglony wierzchołek. Niewielki, wąski, niemal trójkątny w zarysie gonopor umieszczony jest na nim przedwierzchołkowo. Znacznie dłuższe od płata środkowego paramery zakrzywiają się silnie do wewnątrz w ⅔ długości, a dalej są szersze i równoległoboczne, na wierzchołku zaś ścięte.

## Ekologia i występowanie
Owad dość szeroko rozprzestrzeniony na Dalekim Wschodzie Azji. W Chinach znany jest z Henanu, Hubei, Hunanu, Fujianu, Jiangxi, Shaanxi, Szantungu, a niepewne doniesienie o jego występowaniu pochodzi z Sinciangu. Na Tajwanie podawany jest z powiatów Pingdong i Xinzhu. Ponadto znany jest z Korei.
Jest chrząszczem wodnym. Zamieszkuje pobrzeża górskich rzek o kamienistym podłożu. Spotykany był pod kamieniami, jak i na ich wilgotnej, porośniętej glonami powierzchni.